# Agustina Gorzelany
Agustina Gorzelany, född den 11 mars 1996 i Buenos Aires, är en argentinsk landhockeyspelare.

## Karriär
Vid olympiska sommarspelen 2020 i Tokyo var Gorzelany en del av Argentinas lag som tog silver i landhockey. Hon ingick även i det lag som tog brons i landhockey vid OS 2024.